# Fenomen celeste de Nuremberg

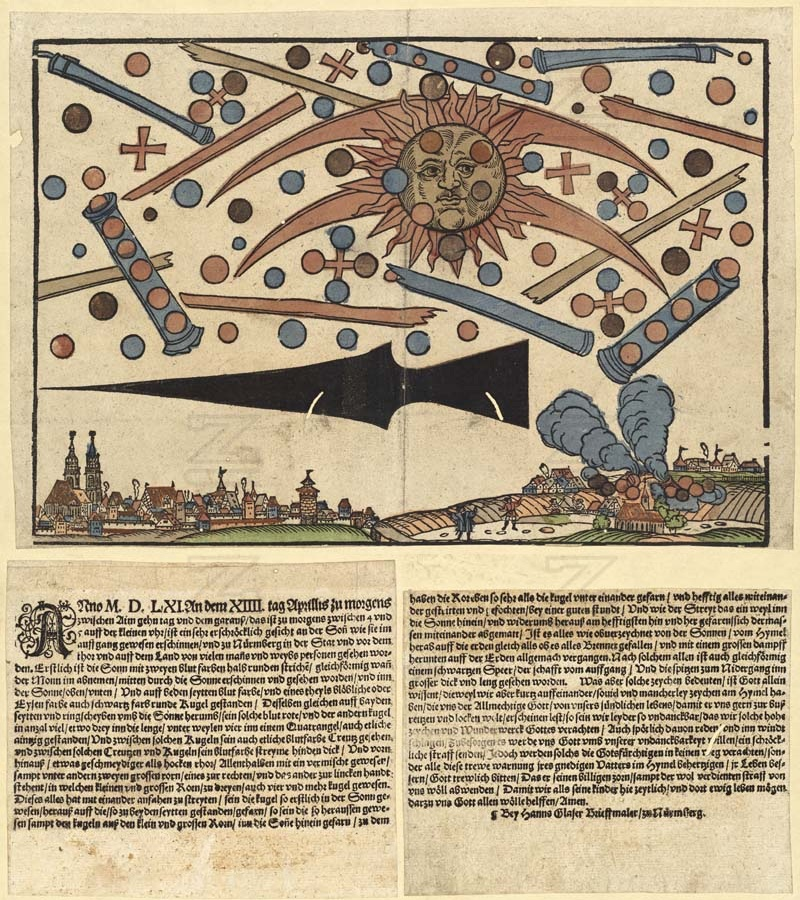
Fenomen celeste de Nuremberg segons Hans Glaser, 1566. Biblioteca Central de Zuric

Es coneix com a fenomen celeste de Nuremberg un succés esdevingut a Nuremberg el matí del 14 d'abril del 1561, quan, segons les cròniques de l'època, la població va veure aparèixer en el cel nombrosos objectes voladors, de diverses formes i colors, que es van comportar com si lliuressin una batalla entre ells. L'esdeveniment es descriu en un fulletó elaborat en fusta el 1566 per l'artista Hans Glaser, que es conserva a la biblioteca central de Zúric. En la mateixa col·lecció s'inclou una il·lustració sobre un fenomen celeste similar esdevingut a Basilea el 1566.

## Història
Les cròniques de l'època van informar en detall sobre l'incident, per tal que perdurés en la memòria. A més a més, se'n van realitzar alguns gravats en fusta i impressions en paper.
Segons el gravador Hans Glaser, que, juntament amb "moltíssimes persones, homes i dones", va assistir al combat, el matí del 14 d'abril del 1561 van aparèixer prop del sol "dos objectes en forma de falç, semblants a la lluna minvant, de color vermell. Aquests objectes es desplaçaven des del centre cap als costats del sol, i després per damunt i per avall". Glaser afig que "També hi havia esferes de color vermell, blau i negre, i discos arrodonits. Volaven en fileres de tres, o de quatre en quatre formant quadrats, i alguns discos volaven tots sols. Barrejats amb aquests objectes també es van veure moltes creus de color vermell, i entre elles hi havia objectes de forma allargada amb la part posterior més gruixuda i la part anterior més lleugera. Enmig de tot això hi havia dos grans objectes cilíndrics, un a la dreta i l'altre a l'esquerra, i dintre de cadascun d'ells hi havia nombroses esferes, i tots van començar a barallar-se entre si".
També segons el relat de Glaser, "la batalla del cel va durar una hora, i va ser vista per moltíssimes persones, tant a les ciutats com als camps circumdants, i després alguns objectes van caure a terra en flames, als afores de la ciutat, provocant un gran incendi i un gran núvol de fum. Les persones presents també van veure, prop de les esferes voladores, una mena de llança gran i negra". El text de Glaser, que es conserva actualment a la Biblioteca Central de Zuric, va ser publicat, juntament amb un breu comentari de tipus religiós sobre el Judici Final i sobre el pecat, a la gaseta de la ciutat de Nuremberg, acompanyat per una impressió en color.

## Hipòtesis
És impossible determinar amb certesa què va passar aquell dia al cel de Nuremberg, encara que alguns ufòlegs sostinguin la hipòtesi que l'esdeveniment va poder ser un albirament d'ovnis, amb grans "naus nodrisses" des d'on haurien partit mòduls de mida més reduïda.
Altres atribueixen l'esdeveniment a fenòmens naturals com parhelis solars, habituals a l'Europa del Nord, i raigs crepusculars. Aquesta teoria, tanmateix, és discutible, i no explicaria la caiguda "en flames" dels objectes ni el "gran incendi" produït per aquests.